# Joan Ramon Bonet i Verdaguer
Joan Ramon Bonet i Verdaguer (* 13. Januar 1944 in Palma) ist ein spanisch-mallorquinischer Fotograf und Singer-Songwriter in katalanischer Sprache. Joan Ramon Bonet gehörte zu den frühen Schlüsselfiguren der Nova Cançó Catalana.

## Leben und Werk
Joan Ramon Bonets Vater war der Journalist, Schriftsteller, Maler und Dramatiker Joan Bonet i Gelabert aus Palma. Joan Ramon Bonet selbst studierte Handel. 1964 schloss er sich der Gruppe Els Setze Jutges an, einem losen Zusammenschluss von Liedermachern in katalanischer Sprache in Barcelona. 1966 brachte er seine damals neunzehnjährige, „kleine“ Schwester Maria del Mar Bonet mit in diese Gruppe. Diese entwickelte sich dann zu einer der bedeutendsten Sängerinnen der katalanischen Länder.
Joan Ramon Bonet sang zwischen 1963 und 1967 in und für die Nova Cançó Catalana und nahm in dieser Zeit drei Soloalben sowie eines mit der Gruppe Els Setze Jutges auf. Mit der Auflösung der Gruppe Els Setze Jutges gab er die Musik auf und widmete sich beruflich der Fotografie. 1997 nahm er ausnahmsweise an dem Konzert El Cor del temps („Das Herz der Zeit“) zum 30-jährigen Bühnenjubiläum seiner Schwester im Palau Sant Jordi von Barcelona teil. Hier trug er das Lied Nova cançó de s'amor perdut („Neues Lied einer verlorenen Liebe“) mit gleichem Erfolg wie in den 1960er Jahren vor. Dieses Lied hatte 1996 dann auch Joan Manuel Serrat zu Ehren der Nova Cançó Catalana auf seinem Doppelalbum „Banda sonido d'un temps, d'un país“ eingespielt.
Am 13. April 2007 erhielt Joan Ramon Bonet mit anderen ehemaligen Mitgliedern der Gruppe Els Setze Jutges die Ehrenmedaille des katalanischen Parlamentes in der Kategorie Gold („Medalla d'Honor del Parlament de Catalunya“). 2009 erhielt Joan Ramon Bonet als erster Fotograf den Xam-Preis für Bildende Kunst des Rotary Club Palma in Gedenken an den mallorquinischen Karikaturisten, Zeichner und Maler Pedro Quetglas i Ferrer, genannt „Xam“.

## Diskographie (Auswahl)
- El vent em du (1965)[4]
- Alça la cara (1966)[5]
- No serem moguts (1967)[6]